# Văn phòng Công nhận chất lượng
Văn phòng Công nhận chất lượng có tên giao dịch quốc tế tiếng Anh là Bureau of Accreditation (Viết tắt là BoA) là một tổ chức Khoa học và Công nghệ công lập trực thuộc Bộ Khoa học và Công nghệ Việt Nam với chức năng thực hiện hoạt động đánh giá công nhận các tổ chức đánh giá sự phù hợp gồm phòng thử nghiệm và hiệu chuẩn, phòng xét nghiệm y tế, tổ chức giám định và tổ chức chứng nhận.
Văn phòng Công nhận Chất lượng là tổ chức công nhận có thẩm quyền thực hiện hoạt động công nhận thể hiện chính thức rằng tổ chức đó có đủ năng lực để tiến hành các công việc cụ thể về đánh giá sự phù hợp. Thẩm quyền của tổ chức công nhận BoA được Chính phủ giao.
Văn phòng Công nhận Chất lượng là thành viên đầy đủ của 03 tổ chức quốc tế và khu vực về công nhận: Tổ chức công nhận Châu Á–Thái Bình Dương (APAC), Hiệp hội công nhận phòng thí nghiệp quốc tế (ILAC) và Diễn đàn công nhận quốc tế (IAF).

## Lịch sử
Văn phòng Công nhận Chất lượng được thành lập năm 1995  thuộc Tổng cục Tiêu chuẩn Đo lường Chất lượng (STAMEQ). Đến tháng 7 năm 2009, Văn phòng Công nhận Chất lượng trực thuộc Bộ Khoa học và Công nghệ theo Quyết định số 1101/QĐ-TTg ngày 23 tháng 7 năm 2009 về các tổ chức sự nghiệp trực thuộc Bộ Khoa học và Công nghệ.

## Chức năng
- Văn phòng Công nhận Chất lượng là tổ chức Khoa học và Công nghệ công lập trực thuộc Bộ Khoa học và Công nghệ, có chức năng giúp Bộ trưởng tổ chức và thực hiện hoạt động công nhận phục vụ công tác quản lý nhà nước về tiêu chuẩn, đo lường, chất lượng.
- Văn phòng Công nhận chất lượng được thực hiện cơ chế tự chủ, tự chịu trách nhiệm đối với tổ chức khoa học và công nghệ công lập theo quy định tại Nghị định số 115/2005/NĐ-CP ngày 05/09/2005 của Chính phủ và các quy định khác của pháp luật.
- Văn phòng Công nhận chất lượng có tư cách pháp nhân, có con dấu riêng và được mở tài khoản tại ngân hàng và Kho bạc Nhà nước để hoạt động và giao dịch theo quy định của pháp luật.

## Nhiệm vụ, quyền hạn
Văn phòng công nhận chất lượng (BoA) có 9 nhiệm vụ quyền hạn chính:
1. Tổ chức đánh giá, cấp chứng chỉ để công nhận cho các phòng thử nghiệm, phòng hiệu chuẩn, tổ chức chứng nhận, tổ chức giám định và các tổ chức đánh giá sự phù hợp khác theo quy định của pháp luật Việt Nam và theo thông lệ quốc tế.
2. Tổ chức đào tạo, đăng ký và quản lý cơ sở dữ liệu chuyên gia đánh giá công nhận (chuyên gia nội bộ và chuyên gia cộng tác viên bên ngoài thực hiện đánh giá công nhận theo thỏa thuận hợp tác với Văn phòng Công nhận chất lượng).
3. Tham gia các hoạt động liên kết đánh giá công nhận vói các tổ chức công nhận của các nước, hợp tác quốc tế song phương hoặc đa phương về công nhận theo quy định của pháp luật.
4. Tham gia ký kêt thỏa ước thừa nhận lân nhau vê kêt quả công nhân theo quy định của các tổ chức quốc tế và khu vực về cồng nhận; đại diện của Việt Nam tại các tổ chức quốc tế và khu vực về công nhận khi được Bộ trưởng ủy quyền,
5. Tổ chức các hoạt động dịch vụ đào tạo, bồi dưỡng nghiện vụ, hội nghị, hội thảo, thông tin, tuyên truyền, quảng bá, các sự kiện liên quan đến hoạt động công nhận theo quy định của pháp luật.
6. Ký kết và thực hiện các hợp đồng dịch vụ khoa học và công nghệ khác (trừ hoạt động tư vấn cho tố chức đề nghị công nhận) với các tổ chức trong và ngoài nước theo quy định của pháp luật.
7. Tham gia xây dựng chính sách, chiến lược, các văn bản quy phạm pháp luật, tiêu chuẩn quốc gia và các quy định khác liên quan đến hoạt động đánh giá sự phù hợp.
8. Quản lý công chức, viên chức, người lao động, tài chính, tài sản và hồ sơ, tài liệu của Văn phòng Công nhận chất lượng theo phân cấp của Bộ Khoa học và Công nghệ và theo quy định của pháp luật.
9. Thực hiện các nhiệm vụ khác được Bộ trưởng giao

## Lãnh đạo hiện nay
Ban Lãnh đạo Văn phòng Công nhận Chất lượng bao gồm:
1. Ông Đặng Quốc Quân - Phó Giám đốc phụ trách.
2. Bà Trần Thị Thu Hà - Phó Giám đốc.
3. Ông Đinh Bách Việt - Phó Giám đốc.

## Cơ cấu tổ chức
Cơ cấu tổ chức văn phòng công nhận chất lượng gồm:
1. Phòng kế hoạch - Tài chính
2. Phòng Hành chính - Tổng hợp
3. Phòng nghiệp vụ Hóa, sinh, dược, An toàn sinh học, Y tế (gọi tắt là Phòng Nghiệp vụ 1)
4. Phòng nghiệp vụ Đo lường - hiệu chuẩn, cơ, Điện, vật liệu xây dựng, Không phá hủy, Thử nghiệm thành thạo (gọi tắt là Phòng Nghiệp vụ 2)
5. Phòng Nghiệp vụ Giám định (gọi tắt là Phòng Nghiệp vụ 4)
6. Phòng nghiệp vụ Chứng nhận (gọi tắt là Phòng Nghiệp vụ 5)
7. Văn phòng đại diện tại thành phố Hồ Chí Minh

## Giải thưởng và thành tựu
- Ngày 19 tháng 12 năm 2020, Văn phòng Công nhận chất lượng, Bộ Khoa học và Công nghệ đón nhận Huân chương Lao động hạng Nhất[6] và Lễ kỷ niệm 25 năm thành lập.
- Năm 2018, Văn phòng Công nhận Chất lượng tham gia chương trình hỗ trợ về hoạt động công nhận trong Hiệp hội các quốc gia Đông Nam Á (ASEAN) theo nghị quyết của Ủy ban tư vấn về tiêu chuẩn và chất lượng (ASEAN-ACCSQ), BoA đã giúp đỡ Lào, Campuchia[7] xây dựng tổ chức công nhận quốc gia và cơ sở hạ tầng đánh giá sự phù hợp và ký kết các hợp đồng đánh giá công nhận với một số tổ chức đánh giá sự phù hợp tại một số nước trong khu vực Đông Nam Á.
- Năm 2015 BOA đón nhận Huân chương Lao động hạng Nhì[8] và kỷ niệm 20 năm thành lập.

## Hoạt động
- Tháng 10 năm 2020, Văn phòng Công nhận Chất lượng công nhận cho ISOCERT, Viện Huyết học - Truyền máu Trung ương, Tổng công ty May 10-CTCP
- Tháng 12 năm 2020, Văn phòng Công nhận Chất lượng công nhận Bệnh Viện Hữu Nghị Việt Đức, Viện Vật Liệu Xây Dựng, Sở Tài Nguyên và Môi trường Bắc Ninh

Đến nay, Văn phòng Công nhận Chất lượng đã công nhận cho gần 1500 Phòng thí nghiệm, Phòng thí nghiệm Y tế, Tổ chức giám định, Tổ chức chứng nhận.

## Các tiêu chuẩn được đề cập
- ISO/IEC 17025
- ISO/IEC 17020
- ISO/IEC 17021
  - ISO 13485
  - ISO 22000
- ISO/IEC 17065
- ISO/IEC 17065